# Oburog
Oburog (ros. Обурог) – wieś (ros. деревня, trb. dieriewnia) w zachodniej Rosji, w osiedlu wiejskim Czistikowskoje rejonu rudniańskiego w obwodzie smoleńskim.

## Geografia
Miejscowość położona jest w dorzeczu Jelenki, 29 km od granicy z Białorusią, 2 km od najbliższej stacji kolejowej (Gołynki), 3 km od drogi federalnej R120 (Orzeł – Briańsk – Smoleńsk – granica z Białorusią), 16 km od drogi magistralnej M1 «Białoruś», 1,5 km od drogi regionalnej 66N-1626 (R120 / Gołynki – Tietieri), 14,5 km od centrum administracyjnego osiedla wiejskiego (Czistik), 21,5 km od centrum administracyjnego rejonu (Rudnia), 43 km od Smoleńska.
W granicach miejscowości znajdują się ulice: Centralnaja, Lesnaja, Oziornaja, Sadowaja.

## Demografia
W 2010 r. miejscowość zamieszkiwało 19 osób.

## Historia
W czasie II wojny światowej od lipca 1941 roku wieś była okupowana przez hitlerowców. Wyzwolenie nastąpiło w październiku 1943 roku.
Uchwałą z dnia 20 grudnia 2018 roku w skład jednostki administracyjnej Czistikowskoje weszły wszystkie miejscowości (w tym Oburog) osiedla wiejskiego Smoligowskoje.